# سيد أباد (باغ صفا)
سید أباد (بالفارسية: سیدآباد) هي قرية تقع في إيران في قسم باغ صفا الريفي. يقدر عدد سكانها بـ 65 نسمة بحسب إحصاء 2016.